# Porta Argentea
Porta Argentea (lat. Porta Argentea o Porta Orientalis) era una delle aperture stradali ricavate nella cinta muraria romana della città di Mediolanum, l'odierna Milano. Fu demolita durante l'assedio di Milano del 1162.

## Storia
Costruita durante il periodo imperiale dell'epoca romana, era ricavata nella cinta delle mura romane di Milano. Venne fatta erigere lungo il nuovo perimetro di mura, frutto dell'estensione della cinta muraria verso nord est, che venne realizzata dopo il 291 su volere dell'imperatore Massimiano in seguito alla crescita urbanistica e all'elevazione di Mediolanum a capitale dell'Impero romano d'Occidente.
Fu demolita, insieme alle relative mura e alle altre porte romane, durante l'assedio di Milano del 1162, che fu opera di Federico Barbarossa. Altre importanti azioni di guerra a cui partecipò la porta furono l'assedio di Milano del 402, l'assedio di Milano del 452 e l'assedio di Milano del 538-539.

## Descrizione
Porta Argentea si trovava nella parte orientale del nuovo tratto di mura difensive, da cui uno dei nomi con cui era conosciuta la porta, Porta Orientalis. La porta prendeva il nome dall'argento. Quest'ultimo, ai tempi degli antichi Romani, si estraeva in miniere situate in varie parti dell'impero, dall'Iberia all'Asia Minore, dalla Britannia a Cipro, ecc..
L'elettro, che è una lega d'oro e d'argento, metalli che quando sono miscelati sono separabili con fatica, può essere invece ottenuta sia artificialmente che in natura da miniere che sono concentrate soprattutto in Asia Minore, ovvero a est dell'Italia. Per tale motivo, alla porta cittadina più orientale della Milano romana, fu dato il nome di "Porta Argentea", mentre al varco murario situato perpendicolarmente, forse con un richiamo all'impossibilità di separare i due metalli in epoca romana (il processo chimico per separarli fu ideato infatti nel 1887), fu data la denominazione di "Porta Aurea" (lat. aurum = it. "oro").
Quest'ultima prendeva il nome dal fatto che da questo varco cittadino uscisse la via Spluga, strada che era anche chiamata anche via Aurea perché conduceva al passo dello Spluga, il cui nome latino è Cunus Aureus. In epoca romana il passo dello Spluga era conosciuto con il nome di Cunus Aureus ("punto d'oro") perché in questo periodo storico, lungo l'arco alpino compreso tra il versante ligure e il fiume Ticino, si estraeva l'oro in miniere ricavate nei massicci montuosi, che erano spesso costituite da grotte e caverne naturali. Da Porta Argentea usciva anche la via Mediolanum-Brixia, che collegava Mediolanum con Brixia (Brescia) passando anche da Cassianum (Cassano d'Adda).
Porta Argentea non era l'unico toponimo legato all'argento nella Lombardia romana: poco fuori Mediolanum erano presenti Argentiacum, nome latino della moderna Crescenzago, che sorgeva poco fuori da Porta Argentea, e Argentia Nova, ovvero la moderna Gorgonzola, che si trovava anch'essa a est della città, lungo la via Gallica.
Prima dell'estensione della cinta muraria, esisteva un'altra Porta Orientale, che si trovava lungo il vecchio tratto di mura. La vecchia Porta Orientale si trovò poi ad essere compresa all'interno del perimetro della città, visto che l'originario tratto della cinta mura su cui sorgeva non venne demolito ma fu trasformato in un muro interno di separazione del centro abitato.
Nei pressi di Porta Argentea si trovavano le Terme Erculee. Porta Argentea era situata, considerando l'urbanistica della Milano odierna, dove ora è presente l'incrocio tra le moderne piazza San Babila e corso Vittorio Emanuele II.

## Mappa

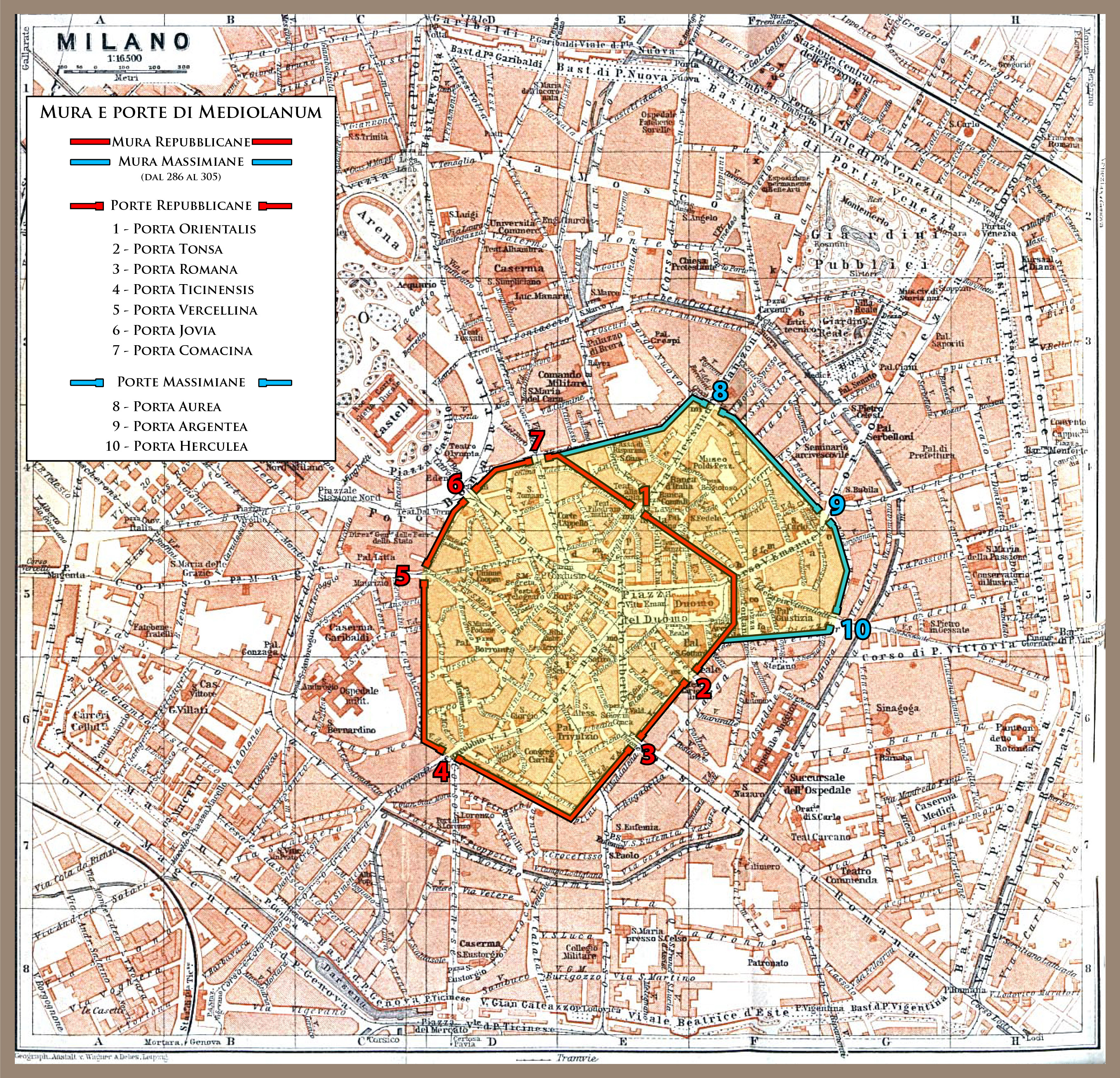
Il tracciato delle mura romane di Milano, con relative porte, riportato su una mappa moderna di Milano. In rosso il tracciato delle mura repubblicane, in azzurro quello della loro estensione realizzata in epoca massimiana